# L3S

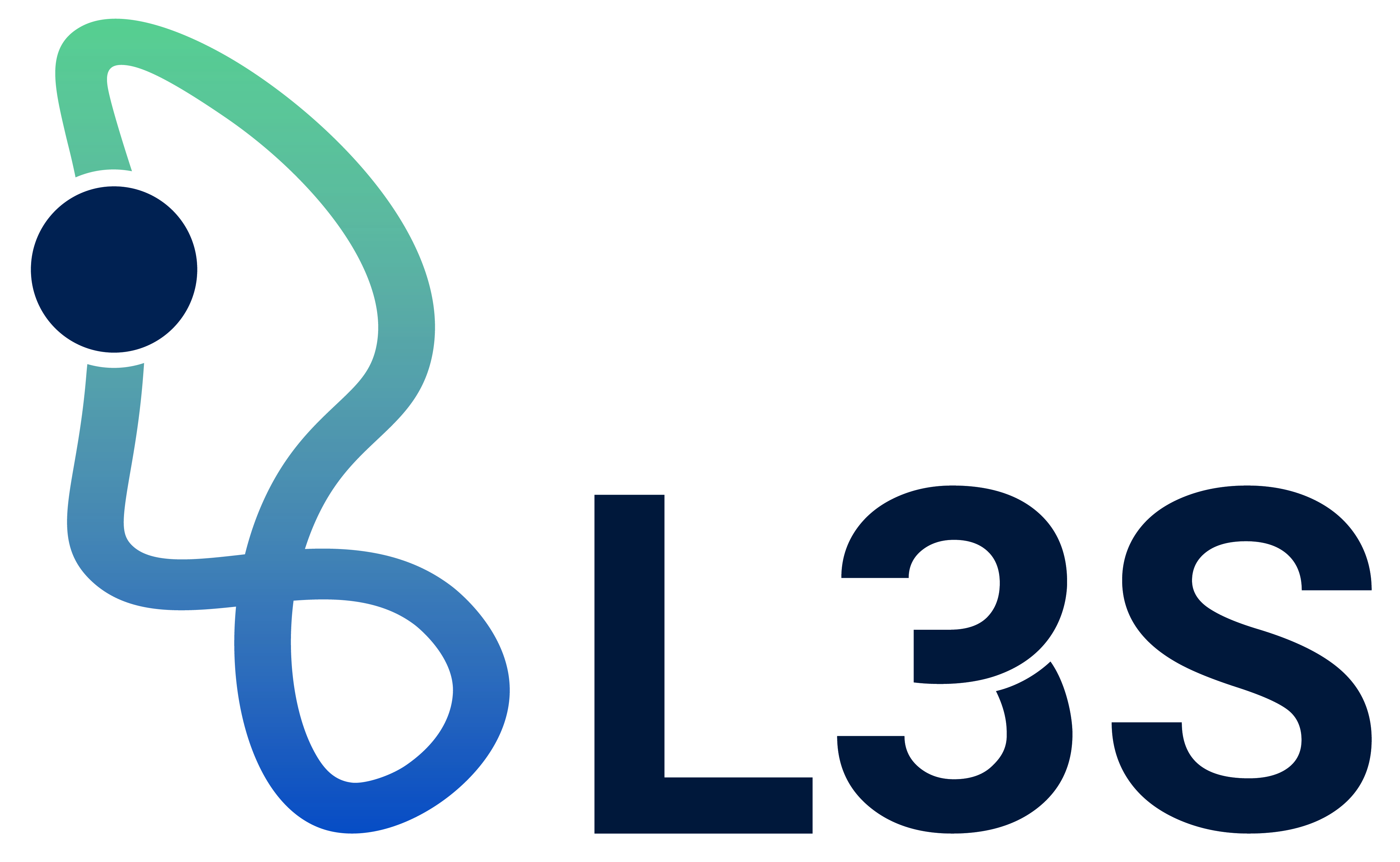
Logo des L3S

Das Forschungszentrum L3S ist eine im Jahr 2001 gegründete Forschungseinrichtung für Grundlagenforschung und anwendungsorientierte Forschung zu Digitalisierung und digitalem Wandel mit Sitz in Hannover. Das L3S dient als Kooperationszentrum für fachgebiets- und institutionsübergreifende Projekte in den Bereichen Web Science, Data Science und Künstliche Intelligenz. Es handelt sich um eine gemeinsame Einrichtung der Leibniz Universität Hannover und der TU Braunschweig.
Am L3S werden Methoden und Technologien für künstliche Intelligenz und die Entwicklung anwendungsorientierter KI-Methoden erforscht. Das Jahresbudget liegt bei rund 14 Millionen Euro pro Jahr. Das Forschungszentrum führt Projekte in den Arbeitsbereichen Produktion, Mobilität, Medizin und Bildung durch. Der Name L3S ist eine Abkürzung für „Learning Lab Lower Saxony“ (deutsch: Lernlabor Niedersachsen). Der Vollname wird jedoch aufgrund des heutigen Schwerpunkts der Organisation auf Data Science und Künstliche Intelligenz nicht mehr aktiv geführt.
2022 ernannte die Europäische Kommission den DAISEC (European Digital Innovation Hub für KI und Cybersicherheit), der vom L3S geleitet wird, zum European Digital Innovation Hub. Er unterstützt Unternehmen aus Produktion, Mobilität, Handwerk und öffentlichem Sektor bei der Anwendung und Entwicklung von Technologien der Künstlichen Intelligenz und Cybersicherheit.
Das L3S wird durch ein Direktorium geleitet, bestehend aus Wolfgang Nejdl (Leibniz Universität Hannover/LUH), Wolf-Tilo Balke (TU Braunschweig), Claudia Niederée (LUH), Bodo Rosenhahn (LUH) und Johannes Winter (LUH).

## Auszeichnungen
L3S-Forscher erhielten für ihren Beitrag DL meets P2P – Distributed Document Retrieval based on Classification and Content den „Best Paper Award“ der European Conference on Digital Libraries (ECDL) für das Jahr 2005, gestiftet vom Technical Committee on Digital Libraries (TCDL) des IEEE. Der Beitrag behandelt die Möglichkeiten einer Verbindung von digitalen Bibliotheken (digital libraries, DL) mit Peer-to-Peer-Netzwerken (P2P).